# Kaplna
Kaplna es un municipio del distrito de Senec en la región de Bratislava, Eslovaquia, con una población estimada a final del año 2024 de 961 habitantes.
Se encuentra ubicado al sureste de la región, en el valle del río Morava y cerca de la frontera con la región de región de Trnava y con Austria.

## Demografía
| Año        | 1994 | 2004    | 2014    | 2024     |
| ---------- | ---- | ------- | ------- | -------- |
| Población  | 707  | 719     | 739     | 961      |
| Diferencia |      | +1,69 % | +2,78 % | +30,04 % |

| Año        | 2023 | 2024    |
| ---------- | ---- | ------- |
| Población  | 950  | 961     |
| Diferencia |      | +1,15 % |